# Se cadrai
Se cadrai è un singolo della cantante italiana Francesca Michielin, pubblicato il 25 gennaio 2013 come terzo estratto dal primo album in studio Riflessi di me.

## Descrizione
Il brano è stato curato nella scrittura da Carlo Bonazza, mentre le musiche sono affidate ad Elisa, con la produzione di Andrea Rigonat.
Lo stesso è caratterizzato da una sonorità sia pop che contemporary R&B e da un arrangiamento fortemente focalizzato sugli archi, valorizzandone in questo modo le parole. Il testo ripercorre il concept dell'album da cui è tratto, i temi principali difatti sono gli errori, le cadute e la crescita.

## Tracce
Testi di Carlo Bonazza, musiche di Elisa Toffoli.
1. Se cadrai – 4:03

## Video musicale
Attraverso il social network Facebook, Michielin ha rivelato di aver girato un videoclip per il brano. Un'anteprima è stata mostrata il 22 febbraio 2013 su Sky.
Diretto da Marco Salom e girato presso il Lago di Resia, il video ha come protagoniste la stessa cantante e l'atleta Alice Geraghty.

## Formazione
- Francesca Michielin – voce, cori
- Cristiano Norbedo – tastiera
- Elisa – pianoforte
- Andrea Rigonat – chitarra, programmazione
- Francesco Cainero – basso
- Carlo Bonazza – batteria